# Максимин из Прованса
Максимин (умер в I веке) — святой епископ Экс-ан-Прованса. День памяти — 8 июня.
Св. Максимин, первый епископ Экс-ан-Прованса, по мнению некоторых был одним из 72 учеников Христа. Согласно преданию Западной церкви, эконом семьи из Вифании, он сопровождал в Галлию святых Марию Магдалину, Марию Клеопову, Марфу и Лазаря. Вместе с Марией Магдалиной до её удаления в Сент-Бом они вместе проповедовали в Экс-ан-Провансе. Считается первым строителем Собора Экса.
Согласно одному из источников, св. Максимин именуется «человеком, слепым от рождения».